# Diastata montana
Diastata montana är en tvåvingeart som beskrevs av Timothy M. Cogan 1975. Diastata montana ingår i släktet Diastata och familjen sumpskogsflugor.
Artens utbredningsområde är Kamerun. Inga underarter finns listade i Catalogue of Life.